# Norialsus fasciolata
Norialsus fasciolata är en insektsart som först beskrevs av Stsl 1855.  Norialsus fasciolata ingår i släktet Norialsus och familjen kilstritar. Inga underarter finns listade i Catalogue of Life.